# Amerikaanse gouverneursverkiezingen 2016
De Amerikaanse gouverneursverkiezingen 2016 werden gehouden op dinsdag 8 november 2016 in twaalf staten en twee overzeese gebieden. De verkiezingen vielen samen met de Amerikaanse presidentsverkiezingen.

## Uitslagen
| Staat          | Gouverneur       | Partij      | Eerst verkozen | Status                                                                                                   | Kandidaten |
| -------------- | ---------------- | ----------- | -------------- | --- | --- |
| Delaware       | Jack Markell     | Democraat   | 2008           | Zittende gouverneur niet herkiesbaar, nieuwe Democratische gouverneur gekozen.                           | John Carney (D) Colin Bonini (R) Sean Goward (Libertarische Partij) Andrew Groff (Groene Partij)                               |
| Indiana        | Mike Pence       | Republikein | 2012           | Zittende gouverneur werd vicepresident van de Verenigde Staten. Nieuwe Republikeinse gouverneur gekozen. | Eric Holcomb (R) John Gregg (D) Rex Bell (Libertarische Partij)                                                                |
| Missouri       | Jay Nixon        | Democraat   | 2008           | Zittende gouverneur niet herkiesbaar, nieuwe Republikeinse gouverneur.                                   | Eric Greitens (R) Chris Koster (D) Cisse Spragins (Libertarische Partij) Don Fitz (Groene Partij) Les Turilli (Onafhankelijke) |
| Montana        | Steve Bullock    | Democraat   | 2012           | Zittende gouverneur herkozen.                                                                            | Steve Bullock (D) Greg Gianforte (R) Ted Dunlap (Libertarische Partij)                                                         |
| New Hampshire  | Maggie Hassan    | Democraat   | 2012           | Zittende gouverneur deed mee aan Amerikaanse Senaatsverkiezing, nieuwe Republikeinse gouverneur.         | Chris Sununu (R) Colin Van Ostern (D) Max Ambramson (Libertarische Partij)                                                     |
| North Carolina | Pat McCrory      | Republikein | 2012           | Zittende gouverneur verslagen, nieuwe Democratische gouverneur.                                          | Roy Cooper (D) Pat McCrory (R) Lon Cecil (Libertarische Partij)                                                                |
| North Dakota   | Jack Dalrymple   | Republikein | 2012           | Zittende gouverneur teruggetreden, nieuwe Republikeinse gouverneur gekozen.                              | Doug Burgum (R) Marvin Nelson (D) Marty Riske (Libertarische Partij)                                                           |
| Oregon         | Kate Brown       | Democraat   | 2015           | Zittende gouverneur gekozen om termijn af te maken.                                                      | Kate Brown (D) Bud Pierce (R)                                                                                                  |
| Utah           | Gary Herbert     | Republikein | 2010           | Zittende gouverneur herkozen                                                                             | Gary Herbert (R) Mike Weinholtz (D) Brian Kamerath (Libertarische Partij)                                                      |
| Vermont        | Peter Shumlin    | Democraat   | 2010           | Zittende gouverneur niet herkiesbaar Nieuwe republikeinse gouverneur gekozen                             | Phil Scott (R) Sue Minter (D) Bill "Spaceman" Lee (Liberty Union)                                                              |
| Washington     | Jay Inslee       | Democraat   | 2012           | Zittende gouverneur herkozen                                                                             | Jay Inslee (D) Bill Bryant (R)                                                                                                 |
| West Virginia  | Earl Ray Tomblin | Democraat   | 2011           | Zittende gouverneur niet herkiesbaar. Nieuwe Democratische gouverneur gekozen                            | Jim Justice (D) Bill Cole (R) David Moran (Libertarische Partij) Charlotte Pritt (Groene Partij)                               |

### Overzeese gebieden
| Staat            | Zittende gouverneur      | Partij    | Eerst verkozen | Status                                                        | Kandidaten |
| ---------------- | ------------------------ | --------- | -------------- | ------------------------------------------------------------- | --- |
| Amerikaans-Samoa | Lolo Matalasi Moliga     | Democraat | 2012           | Zittende gouverneur herkozen.                                 | Lolo Matalasi Moliga (D) Faoa Aitofele Sunia (I) Tuika Tuika (I)                                                                    |
| Puerto Rico      | Alejandro García Padilla | PPD       | 2012           | Zittende gouverneur teruggetreden, nieuwe gouverneur gekozen. | David Bernier (PPD) Ricky Rosselló (PNP) María de Lourdes Santiago (PIP) Rafael Bernabe (PPT) Alexandra Lúgaro (I) Manuel Cidre (I) |